# نيك ديفيس (كاتب)
نيك ديفيس (بالإنجليزية: Nick Davis)‏ هو كاتب سيناريو أمريكي، ولد في 1965 في الولايات المتحدة.

## وصلات خارجية
- نيك ديفيس على موقع IMDb (الإنجليزية)
- نيك ديفيس على موقع أول موفي (الإنجليزية)
- نيك ديفيس على موقع قاعدة بيانات الفيلم (الإنجليزية)
- نيك ديفيس على موقع كينوبويسك (الروسية)